# Liu Junxi
Liu Junxi (in cinese 刘俊茜S; Taizhou, 11 dicembre 2003) è un ostacolista cinese.

## Biografia
Nel 2024 prende parte ai campionati mondiali indoor di Glasgow, dove si ferma alle semifinali dei 60 metri ostacoli. Lo stesso anno, dopo aver conquistato la medaglia d'argento ai campionati nazionali assoluti nei 110 metri ostacoli, si qualifica nella stessa disciplina ai Giochi olimpici di Parigi dove, dopo le batterie di qualificazione passate senza successo, viene escluso anche nei turni di ripescaggio per le semifinali.
Nel 2025 conquista la medaglia di bronzo nei 60 metri ostacoli ai campionati mondiali indoor di Nanchino.

## Progressione

### 60 metri ostacoli
| Stagione | Tempo   | Luogo    | Data      | Rank. Mond. |
| -------- | ------- | -------- | --------- | ----------- |
| 2025     | 7"47(i) | Nanchino | 23-2-2025 |             |
| 2024     | 7"58(i) | Astana   | 27-1-2024 |             |
| 2023     | 7"66(i) | Xi'an    | 12-2-2023 |             |
| 2022     | 7"74(i) | Nanchino | 5-3-2022  |             |

### 110 metri ostacoli
| Stagione | Tempo | Luogo     | Data      | Rank. Mond. |
| -------- | ----- | --------- | --------- | ----------- |
| 2024     | 13"35 | Chongqing | 29-5-2024 |             |
| 2023     | 13"40 | Chongqing | 3-6-2023  |             |
| 2022     | 13"68 | Huangshi  | 15-7-2022 |             |
| 2021     | 14"47 | Shaoxing  | 8-4-2021  |             |

## Palmarès
| Anno | Manifestazione      | Sede     | Evento   | Risultato   | Prestazione | Note |
| ---- | ------------------- | -------- | -------- | ----------- | ----------- | ---- |
| 2024 | Mondiali indoor     | Glasgow  | 60 m hs  | Semifinale  | 7"64        |      |
| 2024 | Giochi olimpici     | Parigi   | 110 m hs | Ripescaggio | 13"52       |      |
| 2025 | Mondiali indoor     | Nanchino | 60 m hs  | Bronzo      | 7"55        |      |
| 2025 | Campionati asiatici | Gumi     | 110 m hs | Argento     | 13"31       |      |

## Campionati nazionali
2023
- 4º ai campionati cinesi assoluti, 110 m ostacoli - 13"49 (vento: +0,1 m/s)

2024
- Argento ai campionati cinesi assoluti, 110 m ostacoli - 13"41 (vento: +0,2 m/s)

## Altre competizioni internazionali
2024
- 7º alla Xiamen Diamond League ( Xiamen), 110 m hs - 13"48

2025
- Bronzo alla Xiamen Diamond League ( Xiamen), 110 m hs - 13"24